# Mathias Rebitsch
Mathias Rebitsch, né le 11 août 1911 à Brixlegg et mort le 11 mars 1990 à Innsbruck, est un alpiniste, guide, explorateur et archéologue autrichien considéré comme l'un des meilleurs grimpeurs de son époque, ayant atteint dans le domaine de l'escalade libre un niveau de difficulté remarquable.

## Biographie

### L'alpiniste
La carrière de Mathias Rebitsch se déroule presque exclusivement dans les Alpes calcaires septentrionales et Rebitsch ne prend qu'un part mineure aux grandes conquêtes alpines de l'avant-guerre. Néanmoins, en 1937 il s'attaque à la face nord de l'Eiger en compagnie de Ludwig Vörg, en ayant conscience d'entreprendre à une escalade glaciaire autant que rocheuse. Après plus de cent heures passées dans la paroi, ils parviennent à redescendre, mais sans avoir atteint le sommet. Mathias Rebitsch devait retourner à l'Eiger en 1938 avec Anderl Heckmair mais il part finalement en expédition en Himalaya et est remplacé par Vörg. Après la Seconde Guerre mondiale, il visite la Laponie, les Pyrénées, le Pérou (Ausangate, 6 384 m), l'Himalaya (Rakaposhi et Batura Muztagh) et enfin les Andes chiléno-argentines.

### L'archéologue
Mathias Rebitsch accomplit un important travail d'exploration et de recherches dans les Andes chiléno-argentines au cours de plusieurs expéditions archéologiques effectuées jusqu'en 1965. Ainsi, des vestiges incaïques sont découverts au sommet du Cerro Galán en 1956.

## Ascensions
- Pilier nord du Fleischbank, une des voies d'escalade libre les plus remarquables du Kaisergebirge
- 1936 - Première ascension de la face sud de la Goldkappel, considérée par Hermann Buhl et Reinhold Messner comme l'escalade la plus dure réalisée avant la Seconde Guerre mondiale
- 1946 - Face nord directe du Laliderer Spitze
- 1947 - Dièdre nord de la Laliderwand, réputé la course la plus difficile du Karwendel